# Lagoa do Barro do Piauí
Lagoa do Barro do Piauí est une municipalité brésilienne située dans l'État du Piauí.